# قواعد اللغة (لاحقة)
لاحقة، (تُلفظ بالألمانية: [ˈzʊfɪksˌaʊfˌnaːmə]، «استئناف لاحقة»)، المعروف أيضا باسم حالة التراص، هو اللغوية ظاهرة المستخدمة في تشكيل البناء المضاف إليه، حيث نموذجيا والمضاف إليه اسم يوافق مع ه رئيس اسما. تم التعرف عليه لأول مرة في الجورجية القديمة وبعض اللغات القوقازية والشرق أوسطية القديمة بالإضافة إلى العديد من اللغات الأسترالية، ويتزامن تقريبًا دائمًا مع التكتل.
الموضوع، على سبيل المثال، سيتم تمييزه بلصقة ذاتية بالإضافة إلى اللصق التناسلي. لذا، على سبيل المثال، في الجورجية القديمة perx-ni k'ac-isa-ni (foot- NOM. رر مان- الجنرال - نوم. PL) «قدم الرجل»، توافق عبارة الاسم التناسلي في حالة (الاسم) والرقم (الجمع) مع اسم الرأس.
ومع ذلك، بينما يتم العثور على مثل هذا البناء التملك في أغلب الأحيان في اللاحقة، قد تظهر أيضًا الإنشاءات الاسمية الأخرى سلوكًا مشابهًا. في الجورجية القديمة، يمكن أن تأخذ عبارة ما بعد التعديل التي تعدل الاسم على حالة هذا الاسم وميزاته العددية : "Ra turpa prinvelia!" c'amoidzaxa ert-ma bavshv-ta-gan-ma [one-ERG child-GEN. PL-from-ERG] ("" يا له من طائر رائع! «هتف أحد الأطفال») لديه حالة شغال (تسمى أيضًا السرد) -ma على ertma مكرر في عبارة ما بعد التعديل المعدلة، برئاسة -gan.

## حادثة
- وانجي (لغة اندونيسية) (واحدة من اللغات الكوشية، وهي فرع أساسي من اللغات الأفرو آسيوية)
- لغة الباسك
- الخفافيش (إحدى لغات ناخ، وهي فرع أساسي للغات شمال شرق القوقاز)
- تشوكشي (لغات تشوكشي - كامشاتكان)
- لغة ديربال حدى لغات الديريك، وهي فرع أساسي من لغات الباما نينجان
- لغات الغوجو يالاندي الملقب غوجو يالاندي (إحدى لغات يالانجيك، وهي فرع أساسي من لغات كانيارا (الصومالية)
  - لغات كانيارا، على سبيل المثال
    - ثالانيجي الملقب تالانيجي

  - لغة المانثارتا
- كايارديلد تانجكيك (لغة الهوسا)
- الكورية
- بعض لهجات الروماني
- اللغة التساخورية (إحدى اللغات الليزك (تركية) - فرع أساسي من الشمال الشرقي   قوقازي)
- اللغة اليدينية (فرع رئيسي من الباما نينجان)

### لغات ميتة
- جيوارلي
- ماراتوثونيرا

### اللغات القديمة
- الجورجية القديمة
- العيلامية
- حوريان
- ارتيان
- الليسية
- الأترورية
- ليمنيان
- السومرية

## روابط خارجية
- ورقة عن اللاحقة (بتنسيق PDF)